# Thaddäus Engert
 Thaddäus Hyazinth Engert (* 10. August 1875 in Ochsenfurt; † 26. Januar 1945 in Gräfenroda) war ein deutscher Theologe und Publizist.
Als zweiter Sohn des Seilermeisters und Ochsenfurter Stadtkämmerers Bartholomäus Engert (1839–1910) und dessen erster Ehefrau Agnes Dorothea E., geb. Schenk (1838–1880), studierte er Katholische Theologie an der Universität Würzburg u. a. bei Herman Schell sowie Albert Ehrhard und wurde 1900 promoviert. 1899 wurde er zum Priester geweiht. 1908 wurde er vom Würzburger Bischof Ferdinand von Schlör exkommuniziert, weil er als katholischer Modernist ketzerische Aussagen gemacht habe. Der Hauptvorwurf betraf seine bibelkritische Äußerung, das Alte Testament sei keine Offenbarung Gottes. In der reformkatholischen Zeitschrift Das Zwanzigste Jahrhundert hatte er den Religionsunterricht als zu gefühllos angegriffen.
Engert wurde kurzzeitig Redakteur dieser Zeitschrift und siedelte nach Weimar über, um für Friedrich Naumanns Nationalsozialen Verein als Geschäftsführer der Partei zu arbeiten. 1910 konvertierte er zur lutherischen Konfession und wurde 1913 für 30 Jahre Pfarrer im thüringischen Gräfenroda (wo er nicht mit dem bekannten Antisemiten Artur Dinter zusammenarbeitete). Im Ersten Weltkrieg unterstützte er den vaterländischen „Burgfrieden“, die Schuld an der Niederlage gab er katholischen Kreisen (z. B. Matthias Erzberger). Die Weimarer Republik lehnte er ab und glaubte zunehmend an ein „arteigenes Christentum“. Daher schloss er sich den Deutschen Christen an. Während er noch 1933 den Machtantritt der Nationalsozialisten sehr positiv sah, misstraute er Adolf Hitlers Abschluss des Reichskonkordats mit dem Vatikan und lehnte die christenfeindliche Wendung der NS-Bewegung ab. 
Sein Halbbruder war Josef Engert (1882–1964), Priester der Diözese Würzburg und Philosoph am Lyzeum Dillingen sowie an der Philosophisch-theologischen Hochschule Regensburg.

## Schriften (Auswahl)
- Der deutsche Modernismus, Würzburg 1910
- Jesus im Banne des Modernisteneides, Berlin 1912
- Wege zur deutschen Kirche : Schlichte Gedanken über Katholizismus und Protestantismus. Tübingen 1919